# Axonopus comatus
Axonopus comatus là một loài thực vật có hoa trong họ Hòa thảo. Loài này được (Mez) Swallen mô tả khoa học đầu tiên năm 1951.